# Urosigalphus acutulus
Urosigalphus acutulus är en stekelart som beskrevs av Gibson 1972. Urosigalphus acutulus ingår i släktet Urosigalphus och familjen bracksteklar. Inga underarter finns listade i Catalogue of Life.